# クレタの白い砂
「クレタの白い砂」（クレタのしろいすな）は、因幡晃が相田翔子とのデュエット（因幡晃＆相田翔子名義）で2004年4月28日にアップフロントワークスからリリースされた（34thシングル。規格品番：EPCE-2024）。

## 解説
- 因幡の異性とのデュエット曲によるシングルとしては初めてのオリジナル楽曲となる。
- c/w曲も同じく相田とのデュエット曲による「純愛・アフロディーテ」が収録されている。
- 本作のリリースからおよそ9年5か月後の2013年9月4日に発売された相田のデビュー25周年記念オリジナル・フルアルバム「This Is My Love」の8曲目に「クレタの白い砂」が収録された。

## 収録曲
- 両楽曲共に、作詞：三浦徳子／作曲：馬飼野康二／編曲：佐藤準[1]

1. クレタの白い砂
2. 純愛・アフロディーテ
3. クレタの白い砂（Instrumental）
4. クレタの白い砂（female Ver.）
5. クレタの白い砂（male Ver.）
6. 純愛・アフロディーテ（Instrumental）